# Chemnitzer Fußballclub 2009-2010
Questa voce raccoglie le informazioni riguardanti il Chemnitzer Fußballclub nelle competizioni ufficiali della stagione 2009-2010.

## Stagione
Nella stagione 2009-2010 il Chemnitz, allenato da Gerd Schädlich, concluse il campionato di Regionalliga nord al 3º posto.

## Rosa
| N. |                     | Ruolo | Calciatore          |
| -- | ------------------- | ----- | ------------------- |
| 1  | Germania (bandiera) | P     | Sebastian Klömich   |
| 1  | Germania (bandiera) | P     | Philipp Pentke      |
| 2  | Germania (bandiera) | C     | Kevin Hampf         |
| 3  | Germania (bandiera) | D     | Jörn Nowak          |
| 4  | Germania (bandiera) | D     | Julius Reinhardt    |
| 5  | Germania (bandiera) | C     | Tobias Becker       |
| 5  | Germania (bandiera) | C     | Jörg Emmerich       |
| 6  | Germania (bandiera) | C     | Hendrik Liebers     |
| 7  | Germania (bandiera) | C     | Ronny Garbuschewski |
| 9  | Germania (bandiera) | C     | Marc Benduhn        |
| 10 | Germania (bandiera) | A     | Benjamin Förster    |
| 14 | Germania (bandiera) | C     | Marcel Schlosser    |

| N. |                      | Ruolo | Calciatore       |
| -- | -------------------- | ----- | ---------------- |
| 15 | Germania (bandiera)  | D     | Chris Löwe       |
| 16 | Germania (bandiera)  | D     | Sascha Thönelt   |
| 17 | Germania (bandiera)  | C     | Matthias Peßolat |
| 18 | Rep. Ceca (bandiera) | C     | Vit Vrtělka      |
| 19 | Germania (bandiera)  | C     | Benjamin Boltze  |
| 20 | Germania (bandiera)  | A     | Steffen Kellig   |
| 21 | Germania (bandiera)  | D     | Marcel Wilke     |
| 22 | Germania (bandiera)  | P     | Enrico Keller    |
| 27 | Germania (bandiera)  | D     | René Trehkopf    |
| 28 | Germania (bandiera)  | D     | Andreas Richter  |
| 29 | Germania (bandiera)  | A     | David Jansen     |
| 30 | Germania (bandiera)  | P     | Stefan Schmidt   |

## Organigramma societario
Area tecnica
- Allenatore: Gerd Schädlich
- Allenatore in seconda: Torsten Bittermann, Kay-Uwe Jendrossek
- Preparatore dei portieri:
- Preparatori atletici:
- Analisi video:

## Calciomercato

### Sessione estiva
| Acquisti | Acquisti            | Acquisti           | Acquisti |
| R.       | Nome                | da                 | Modalità |
| -------- | ------------------- | ------------------ | -------- |
| P        | Philipp Pentke      | Energie Cottbus II |          |
| C        | Ronny Garbuschewski | Sachsen Lipsia     |          |
| A        | David Jansen        | Elversberg         |          |
| A        | Ralf Marrack        | Plauen             |          |
| D        | Andreas Richter     | Coblenza           |          |
| D        | Philipp Unversucht  | Amburgo II         |          |
| C        | Vit Vrtělka         | Trinity Zlín B     |          |

| Cessioni | Cessioni          | Cessioni        | Cessioni |
| R.       | Nome              | a               | Modalità |
| -------- | ----------------- | --------------- | -------- |
| C        | Felix Bachmann    | Plauen          |          |
| D        | Mike Baumann      | Zwickau         |          |
| D        | Christian Kunert  | Wehen Wiesbaden |          |
| C        | Anton Müller      | Babelsberg      |          |
| D        | David Sieber      | Hallescher      |          |
| A        | Steven Sonnenberg | Plauen          |          |

### Sessione invernale
| Acquisti | Acquisti         | Acquisti        | Acquisti |
| R.       | Nome             | da              | Modalità |
| -------- | ---------------- | --------------- | -------- |
| C        | Matthias Peßolat | Rot-Weiß Erfurt |          |
| D        | René Trehkopf    | Dinamo Dresda   |          |

| Cessioni | Cessioni           | Cessioni        | Cessioni |
| R.       | Nome               | a               | Modalità |
| -------- | ------------------ | --------------- | -------- |
| A        | Ralf Marrack       | Budissa Bautzen |          |
| D        | Philipp Unversucht | Budissa Bautzen |          |

## Risultati

### Regionalliga

#### Girone di andata
| Arbitro: | Bornhöft |

|                        |           |                      |
| Wegner 71’ Moslehe 73’ | Marcatori | 44’ Hampf 82’ Jansen |

| Arbitro: | Blos |

|                     |           |          |
| Löwe 40’ Jansen 62’ | Marcatori | 48’ Civa |

| Arbitro: | Grudzinski |

|                       |           |  |
| Hoose 45’ Lindner 74’ | Marcatori |  |

| Arbitro: | Perl |

|            |           |                  |
| Jansen 63’ | Marcatori | 12’ (aut.) Wilke |

| Arbitro: | Sevinc |

|  |           |                               |
|  | Marcatori | 10’ Richter 20’ Garbuschewski |

| Arbitro: | Schmickartz |

|                                              |           |  |
| Richter 30’ (rig.), 62’ Jansen 49’ Hampf 80’ | Marcatori |  |

| Arbitro: | Hussein |

|                         |           |               |
| Stephan 53’ Bigalke 82’ | Marcatori | 39’ Reinhardt |

| Arbitro: | Brand |

|                                     |           |                        |
| Jansen 28’ Emmerich 29’ Richter 36’ | Marcatori | 46’ (rig.), 62’ Gebers |

| Arbitro: | Ostheimer |

|              |           |              |
| Emmerich 46’ | Marcatori | 42’ Munteanu |

| Arbitro: | Frömel |

|  |           |                                               |
|  | Marcatori | 69’ (rig.) Richter 73’ Garbuschewski 82’ Löwe |

| Arbitro: | Färber |

|                                    |           |  |
| Benduhn 21’ Reinhardt 32’ Löwe 70’ | Marcatori |  |

| Arbitro: | Aytekin |

|                                 |           |           |
| Gasch 69’ Rudolph 82’ Boček 90’ | Marcatori | 73’ Hampf |

| Arbitro: | Gräfe |

|             |           |               |
| Richter 38’ | Marcatori | 53’ Vujanović |

| Arbitro: | Thomsen |

|                   |           |                      |
| Kazior 81’ (rig.) | Marcatori | 54’ Vrtělka 75’ Löwe |

| Arbitro: | Leicher |

|                                       |           |  |
| Garbuschewski 2’ Jansen 42’ Hampf 63’ | Marcatori |  |

| Arbitro: | Osmers |

|  |           |                                                   |
|  | Marcatori | 14’, 44’ Hampf 21’ (rig.), 28’ Richter 24’ Jansen |

| Arbitro: | Beitinger |

|               |           |                                     |
| Reinhardt 82’ | Marcatori | 11’, 80’ Fərcad-Azad 72’ Sonnenberg |

#### Girone di ritorno
| Arbitro: | Wiatrek |

|                                                                         |           |            |
| Diamesso 4’ (aut.) Jansen 25’ Richter 31’ (rig.), 63’ Garbuschewski 80’ | Marcatori | 81’ Habben |

| Arbitro: | Siebert |

|                               |           |  |
| Frahn 49’ (rig.) Kutschke 51’ | Marcatori |  |

| Arbitro: | Müller |

|                                     |           |  |
| Garbuschewski 23’ Maluck 74’ (aut.) | Marcatori |  |

| Halle 24 marzo 2010, ore 16:00 CET 21ª giornata | Hallescher | 0 – 0 referto | Chemnitz | Kurt-Wabbel-Stadion (2 403 spett.)\| Arbitro: \| Hofmann \| |
| Arbitro:                                        | Hofmann    |               |          |                                                             |

| Arbitro: | Ostheimer |

|            |           |  |
| Peßolat 5’ | Marcatori |  |

| Arbitro: | Skorczyk |

|                                                |           |             |
| Pichinot 47’ Sukuta-Pasu 49’ (rig.) Winkel 62’ | Marcatori | 60’ Richter |

| Arbitro: | Brauer |

|                                |           |                            |
| Richter 68’ (rig.) Peßolat 82’ | Marcatori | 6’ Morales 60’ Torunarigha |

| Arbitro: | Thielert |

|                               |           |  |
| Richter 88’ Gebers 90’ (rig.) | Marcatori |  |

| Arbitro: | Schmickartz |

|  |           |            |
|  | Marcatori | 62’ Jansen |

| Arbitro: | Müller |

|                                            |           |                 |
| Wilke 5’ Jansen 16’, 31’ Garbuschewski 45’ | Marcatori | 21’ (aut.) Löwe |

| Berlino 11 aprile 2010, ore 13:30 CEST 28ª giornata | TeBe Berlino | 0 – 0 referto | Chemnitz | Mommsenstadion (654 spett.)\| Arbitro: \| Bartsch \| |
| Arbitro:                                            | Bartsch      |               |          |                                                      |

| Arbitro: | Waschitzki-Günther |

|                                                 |           |                  |
| Garbuschewski 27’ Schlosser 73’ Ferl 83’ (aut.) | Marcatori | 54’ (aut.) Wilke |

| Arbitro: | Trautmann |

|           |           |  |
| Fuchs 23’ | Marcatori |  |

| Arbitro: | Athanassiadis |

|           |           |  |
| Hampf 36’ | Marcatori |  |

| Arbitro: | Aarnink |

|                   |           |             |
| Avcioglu 60’, 69’ | Marcatori | 74’ Peßolat |

| Arbitro: | Helwig |

|                   |           |  |
| Garbuschewski 53’ | Marcatori |  |

| Arbitro: | Brand |

|  |           |                    |
|  | Marcatori | 14’ (rig.) Richter |

## Statistiche

### Statistiche di squadra
| Competizione      | Punti | In casa | In casa | In casa | In casa | In casa | In casa | In trasferta | In trasferta | In trasferta | In trasferta | In trasferta | In trasferta | Totale | Totale | Totale | Totale | Totale | Totale | DR  |
| Competizione      | Punti | G       | V       | N       | P       | Gf      | Gs      | G            | V            | N            | P            | Gf           | Gs           | G      | V      | N      | P      | Gf     | Gs     | DR  |
| ----------------- | ----- | ------- | ------- | ------- | ------- | ------- | ------- | ------------ | ------------ | ------------ | ------------ | ------------ | ------------ | ------ | ------ | ------ | ------ | ------ | ------ | --- |
| Regionalliga nord | 61    | 17      | 12      | 4       | 1       | 38      | 14      | 17           | 6            | 3            | 8            | 20           | 20           | 34     | 18     | 7      | 9      | 58     | 34     | +24 |
| Totale            | 61    | 17      | 12      | 4       | 1       | 38      | 14      | 17           | 6            | 3            | 8            | 20           | 20           | 34     | 18     | 7      | 9      | 58     | 34     | +24 |

### Andamento in campionato
| Giornata  | 1 | 2 | 3  | 4  | 5 | 6 | 7 | 8 | 9 | 10 | 11 | 12 | 13 | 14 | 15 | 16 | 17 | 18 | 19 | 20 | 21 | 22 | 23 | 24 | 25 | 26 | 27 | 28 | 29 | 30 | 31 | 32 | 33 | 34 |
| --------- | - | - | -- | -- | - | - | - | - | - | -- | -- | -- | -- | -- | -- | -- | -- | -- | -- | -- | -- | -- | -- | -- | -- | -- | -- | -- | -- | -- | -- | -- | -- | -- |
| Luogo     | T | C | T  | C  | T | C | T | C | C | T  | C  | T  | C  | T  | C  | T  | C  | C  | T  | C  | T  | C  | T  | C  | T  | T  | C  | T  | C  | T  | C  | T  | C  | T  |
| Risultato | N | V | P  | N  | V | V | P | V | N | V  | V  | P  | N  | V  | V  | V  | P  | V  | P  | V  | N  | V  | P  | N  | P  | V  | V  | N  | V  | P  | V  | P  | V  | V  |
| Posizione | 5 | 6 | 10 | 10 | 7 | 4 | 6 | 6 | 5 | 4  | 4  | 6  | 6  | 5  | 4  | 3  | 4  | 3  | 4  | 4  | 4  | 3  | 4  | 4  | 4  | 4  | 4  | 4  | 4  | 4  | 3  | 3  | 3  | 3  |

Legenda:

Luogo: C = Casa; T = Trasferta. Risultato: V = Vittoria; N = Pareggio; P = Sconfitta.

### Statistiche dei giocatori
| T. Becker        | 20 | 0  | 3 | 1 |
| M. Benduhn       | 12 | 1  | 0 | 0 |
| B. Boltze        | 21 | 0  | 1 | 0 |
| J. Emmerich      | 28 | 2  | 5 | 0 |
| B. Förster       | 11 | 0  | 0 | 0 |
| R. Garbuschewski | 33 | 8  | 5 | 0 |
| K. Hampf         | 31 | 7  | 4 | 0 |
| D. Jansen        | 30 | 11 | 2 | 1 |
| E. Keller        | 4  | 0  | 0 | 0 |
| S. Kellig        | 14 | 0  | 1 | 0 |
| S. Klömich       | 4  | 0  | 0 | 0 |
| H. Liebers       | 4  | 0  | 1 | 0 |
| C. Löwe          | 34 | 4  | 3 | 0 |
| R. Marrack       | 5  | 0  | 0 | 0 |
| J. Nowak         | 12 | 0  | 0 | 0 |
| P. Pentke        | 26 | 0  | 1 | 0 |
| M. Peßolat       | 14 | 3  | 5 | 0 |
| J. Reinhardt     | 30 | 3  | 4 | 0 |
| A. Richter       | 32 | 13 | 7 | 1 |
| M. Schlosser     | 21 | 1  | 1 | 0 |
| S. Schmidt       | 0  | 0  | 0 | 0 |
| S. Thönelt       | 26 | 0  | 4 | 0 |
| R. Trehkopf      | 13 | 0  | 4 | 0 |
| P. Unversucht    | 4  | 0  | 2 | 0 |
| V. Vrtělka       | 27 | 1  | 5 | 0 |
| M. Wilke         | 16 | 1  | 3 | 0 |